# Mårum Station
Mårum Station er en dansk jernbanestation i den nordlige del af Gribskov i Nordsjælland. Stationen ligger på Gribskovbanen mellem Hillerød og Gilleleje, ca. 2 kilometer øst for landsbyen Mårum.